# Зсідання крові

Схема взаємодії факторів згоратння крові

Коагуля́ція (гемокоагуля́ція, зсіда́ння крові, рідше згортання крові) — одна із ланок гемостазу, що є складним поетапним процесом («коагуляційний каскад») утворення білка фібрину в крові, що призводить до формування згустку (тромба), унаслідок — кров набуває сироподібної консистенції (переходить з рідкого у гелеподібний стан). Цей процес — природний захист організму від утрати великих обсягів крові внаслідок ран та інших порушень цілісності судин в складі будь-яких тканин організму (наприклад, шкіри, слизових оболонок тощо). Коли відбувається процес руйнування стінки судини, біля місця травми збираються тромбоцити, виділяють тромбопластин, який разом із протромбіном, кальцієм і вітаміном К сприяють утворенню фібрину. Унаслідок цього відбувається процес утворення мереж фібрину, які затримують формені елементи крові. Такий згусток називається тромбом, а процес коагуляції займає близько 5 хвилин.

## Фактори зсідання крові
У плазмі крові у вільному стані міститься багато сполук, що беруть участь у процесі зсідання крові.
Ці фактори зафіксовані у всіх формених елементах крові (тромбоцитах, еритроцитах, лейкоцитах). За міжнародною номенклатурою плазменні фактори згортання крові позначаються римськими цифрами з урахуванням хронології їхнього відкриття. Усі ці фактори можна розділити на дві групи:
- ферменти — фактори XII, XI, X, VII, II
- неферменти — фактори I, IV, V, VIII

Причому, якщо фактор I є білком фібриногеном, який виконує важливішу функцію у формуванні згустку крові, то інші (IV, V, VIII) є активаторами ферментативних процесів.
Цифрові позначення за міжнародною номенклатурою та синоніми:
| №    | Назва                               | Інші синоніми                                                                                                 | Нотатки                                 |
| ---- | ----------------------------------- | --- | --------------------------------------- |
| I    | Фібриноген                          | | Місце синтезу: гепатоцити               |
| II   | Протромбін                          | Тромбін | Місце синтезу: гепатоцити               |
| III  | Тканинний тромбопластин             | | Місце синтезу: клітини різних тканин    |
| IV   | Іони кальцію                        | Ca2+ |                                         |
| V    | Проакцелерин                        | Лабільний фактор, англ. F5                                                                                    | Місце синтезу: гепатоцити               |
| VI   | Відповідає Va                       | |                                         |
| VII  | Проконвертин                        | Аутопротромбін I                                                                                              | Місце синтезу: гепатоцити               |
| VIII | Антигемофільний глобулін            | АГГ, Антигемофільний глобулін А, англ. AHF, F8                                                                |                                         |
| IX   | Фактор Крістмаса                    | Антигемофільний глобулін Б, різдвяний фактор, плазмовий компонент тромбопластину, аутопротромбін II, англ. F9 | Місце синтезу: гепатоцити               |
| X    | Фактор Стюарта-Прауера              | Коефіцієнт Стюарт Провер, протромбіназа, аутопротромбін III, англ. F10                                        | Місце синтезу: гепатоцити               |
| XI   | Плазмовий попередник тромбопластину | Фактор Розенталя, англ. F11                                                                                   | Місце синтезу: гепатоцити               |
| XII  | Фактор Хагемана                     | Фактор Хагемана, контактний фактор, англ. HAF                                                                 | Місце синтезу: гепатоцити               |
| XIII | Фібрин-стабілізуючий фактор         | Фібриназа, поліпептид A1, стабілізуючий фактор фібрину                                                        |                                         |
| XIV  | Фактор Флетчера                     | Прекалікреїн                                                                                                  | Місце синтезу: гепатоцити               |
| XV   | Фактор Фіцджеральда — Фложе         | Кініноген | Місце синтезу: гепатоцити               |
| XVI  | Фактор Віллебранда                  | | Місце синтезу: Ендотелій, мегакаріоцити |

Не усі уже відкриті речовини і сполуки, що беруть участь у гемостазі, мають свій номер у міжнародній номенклатурі.

## Стадії коагуляції
Розрізняють стадії коагуляції:
- 1 стадія — прихована коагуляція. На цій стадії частки укрупнюються, але ще не втрачають свою седиментаційну стійкість.
- 2 стадія — явна коагуляція. На цій стадії частки втрачають свою седиментаційну стійкість. Якщо щільність частинок більше щільності дисперсійного середовища, утворюється осад.[6]

## Фази зсідання крові
- Перша фаза — утворення кров'яного і тканинного тромбопластину (триває 3-5 хвилин, у той час як дві наступні — 2-5 секунд).
- Друга фаза — перехід протромбіну в тромбін.
- Третя фаза — утворення фібрину.

Процес зсідання крові починається внаслідок контакту з чужорідною поверхнею — пошкодженою стінкою судини. У 1-й фазі — фазі утворення тромбопластину — відбуваються дві паралельні реакції: утворення кров'яного тромбопластину (внутрішня система гемостазу) і утворення тканинного тромбопластину (зовнішня система гемостазу).
Перехід протромбіну в тромбін (друга фаза зсідання) відбувається під впливом кров'яного і тканинного тромбопластину.
3 фаза — утворення фібрину відбувається у три етапи: спочатку внаслідок ферментативного процесу утворюється профібрин, потім після відщеплення фібропластина А і В — фібрин-мономер, молекули якого в присутності іонів СА4 піддаються полімеризації.
Ця фаза завершується за участю XIII фактору плазми та 2-го фактора тромбоцитів. Весь процес закінчується ретракцією утвореного згустку.
Такий механізм плазмового гемостазу. Однак наявність тільки такої системи зробило б небезпечним виникнення внутрішньосудинного зсідання крові. Для запобігання цього існує ряд механізмів: У звичайному стані всі фактори згортання перебувають у неактивному стані. Для запуску процесу необхідна активація фактора Хагемана (XII).
Крім про-коагулянтів існують і інгібітори процесу гемостазу. Універсальний інгібітор, що впливає на всі фази зсідання, — гепарин, що продукується огрядними клітинами, в основному в печінці.
Фібринолітична система — частина антизсідальної системи крові,  яка забезпечує лізис утворених згустків фібрину.
Рівновага перерахованих систем призводить до того, що в нормі кров спокійно тече по судинах і внутрішньосудинних тромбів практично не утворюється, хоча постійно йде розвиток пристінкового фібрину.
При кровотечі у місці травми судинної стінки швидко утворюється тромбоцитарний згусток, на який «сідає» фібрин. Це призводить до досить надійного гемостазу. Таким чином досить швидко зупиняється кровотеча з дрібних судин. Якщо ж організм самостійно не справляється з кровотечею, доводиться вдаватися до штучних методів його зупинки.

## Метод визначення швидкості коагуляції
- Тривалість кровотечі за Дюке (інколи Дунке) — 2-5 хв[7]
- Тривалість кровотечі за Айві — 2-7 хв[7]
- ШОЕ — швидкість осідання еритроцитів
- Час згортання крові за Лі-Уайтом, кров швидко забирається в 3 силіконові пробірки. Обсяг крові — 1 мл в кожну пробірку. Кров нагрівають до 37 °С і нахиляють. Як тільки при нахилі кров перестає рухатися при русі пробірки, процес вважається закінченим. Час згортання по Лі-Уайту становить 5-10 хв[7].
- Час згортання крові - МО (міжнародні одиниці)
- Час згортання крові в краплі (за методом Моравіца)[8]
- Час згортання крові в краплі Методом за Мас-Магро — припускає нанесення краплі крові на скло, покрите парафіном і вазеліновим маслом. Після видування краплі крові на скло, через хвилину її забирають назад, потім знову видувають, таким чином, на той момент, коли кров загусне, її вже неможливо буде зібрати в рідкому вигляді. Таким чином, від першої краплі на скло, до повного згортання крові повинно пройти близько 12 хвилин — це вважається нормою для здорової людини. Існує ще близько 30-ти способів визначення часу зсідання крові, які можуть займати від декількох хвилин до години.
- Коагулограма — метод лабораторного дослідження крові з метою встановлення стану згортальної системи.

Коагулограму слід проводити під час вагітності, після операційного втручання, довготривалого приймання сильнодіючих лікарських препаратів, при захворюваннях імунної системи, печінки, судин. У багатьох випадках порушення коагуляції довгий час не має жодних симптомів, ховаючи в собі потенційну небезпеку, тому даний аналіз обов'язково необхідно проводити у разі рекомендації лікаря.
- Тромбоеластограма (еластограма, тромбоеластографія (ТЕГ))

## Результати відхилення коагуляції
Причини, які призводять до коагулопатій різноманітні, серед них можна виділити найчастіші: Серйозна нестача плазмових факторів (IX, VIII, XII, I факторів, які входять в протромбіновий комплекс). Спадкові порушення згортання. Порушення утворення та зсідання фібриногену, ураження та захворювання печінки. Лікування гепарином та іншими препаратами, що перешкоджають згортанню крові. Антикоагулянти, що знаходяться в кровоносній системі.
Серед захворювань, наприклад:
- Гемофілія — спадкове захворювання, унаслідок якого кров не зсідається, і людина може померти від крововиливу при незначній травмі.
- Апластична анемія — захворювання, для якого характерне пригноблення або припинення дозрівання і зростання всіх клітинних ліній, що знаходяться в кістковому мозку. Причинами даного захворювання можуть бути отруєння сильнодіючими препаратами, інфекції, випромінювання і т. д.
- При деяких печінкових захворюваннях.

Знижена здатність згущуватися крові може бути небезпечна тривалими кровотечами, в тому числі внутрішнім, що може призводити до летального результату.
Головною небезпекою підвищеної коагуляції — є виникнення тромбів, закупорки судин і інших неприємностей, зв'язаних зі згущенням крові. Під час вагітності дане відхилення може призвести до поганого постачання плаценти киснем і корисними поживними речовинами, навіть викликати передчасні пологи, тому нерідко вагітним жінкам призначають препарати, що розріджують кров. Виникнення тромбів може приводити до найбільш негативних наслідків: від інсультів і інфарктів аж до летального результату.